# HD 204941 b
HD 204941 b — экзопланета у звезды HD 204941 в созвездии Козерога. Планета удалена от Земли на расстоянии 88 световых лет.
Родительская звезда является оранжевым карликом спектрального класса K2V.
Планета HD 204941 b имеет массу 0,266 массы Юпитера, является примером газового гиганта. Она находится очень далеко от звезды, на расстоянии 2,56 а.е. Эксцентриситет орбиты равен 0,37. Планета была открыта в 2011 году группой астрономов, работающих со спектрографом HARPS методом Доплера.